# جیان دومنیکو رومانوسی
جیان دومنیکو رومانوسی (انگلیسی: Gian Domenico Romagnosi؛ زاده ۱۱ دسامبر ۱۷۶۱ درگذشته ۸ ژوئن ۱۸۳۵) یک دانشمند اهل ایتالیا بود.

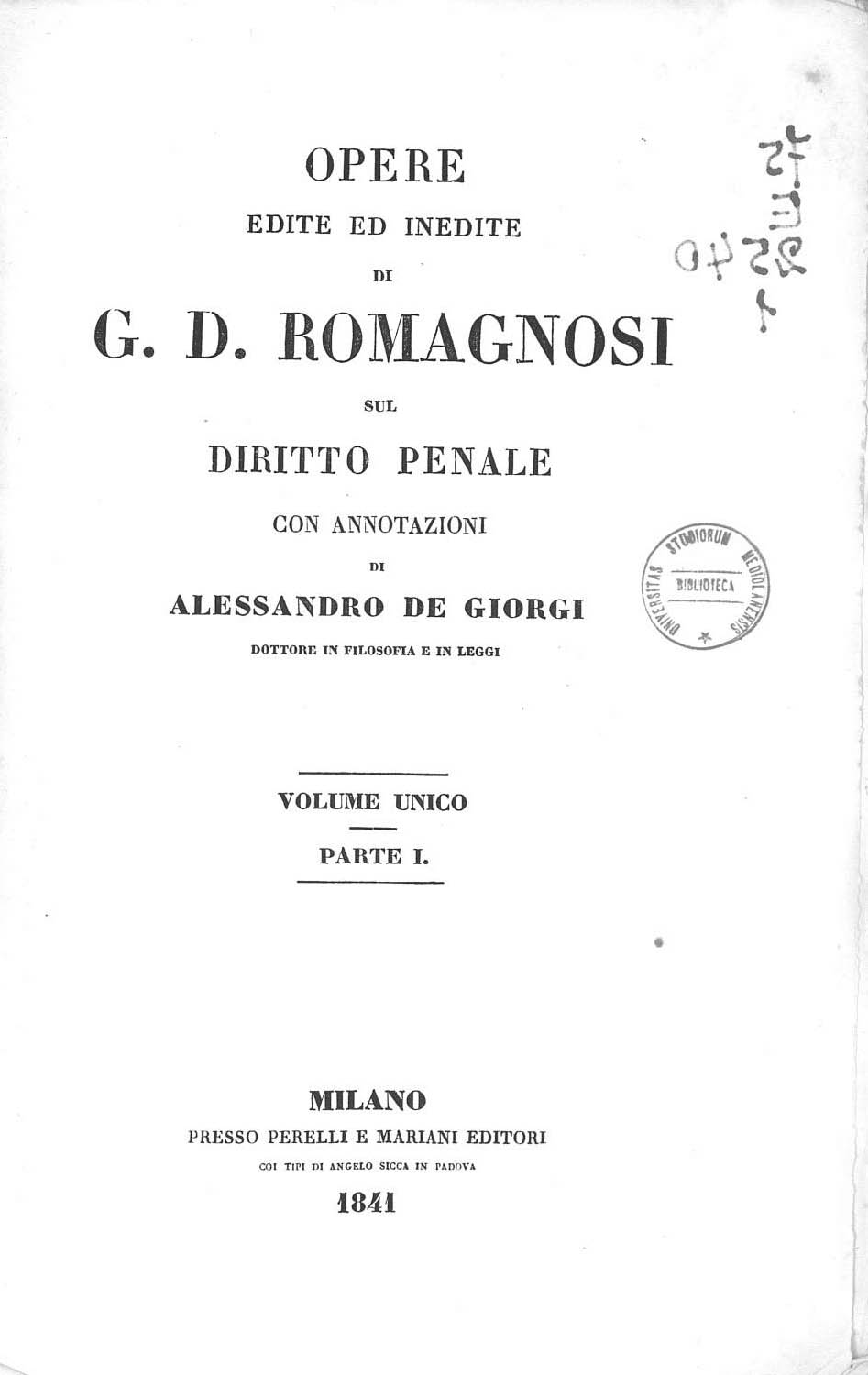
Opere, I, 1841